# Union Square (Hongkong)

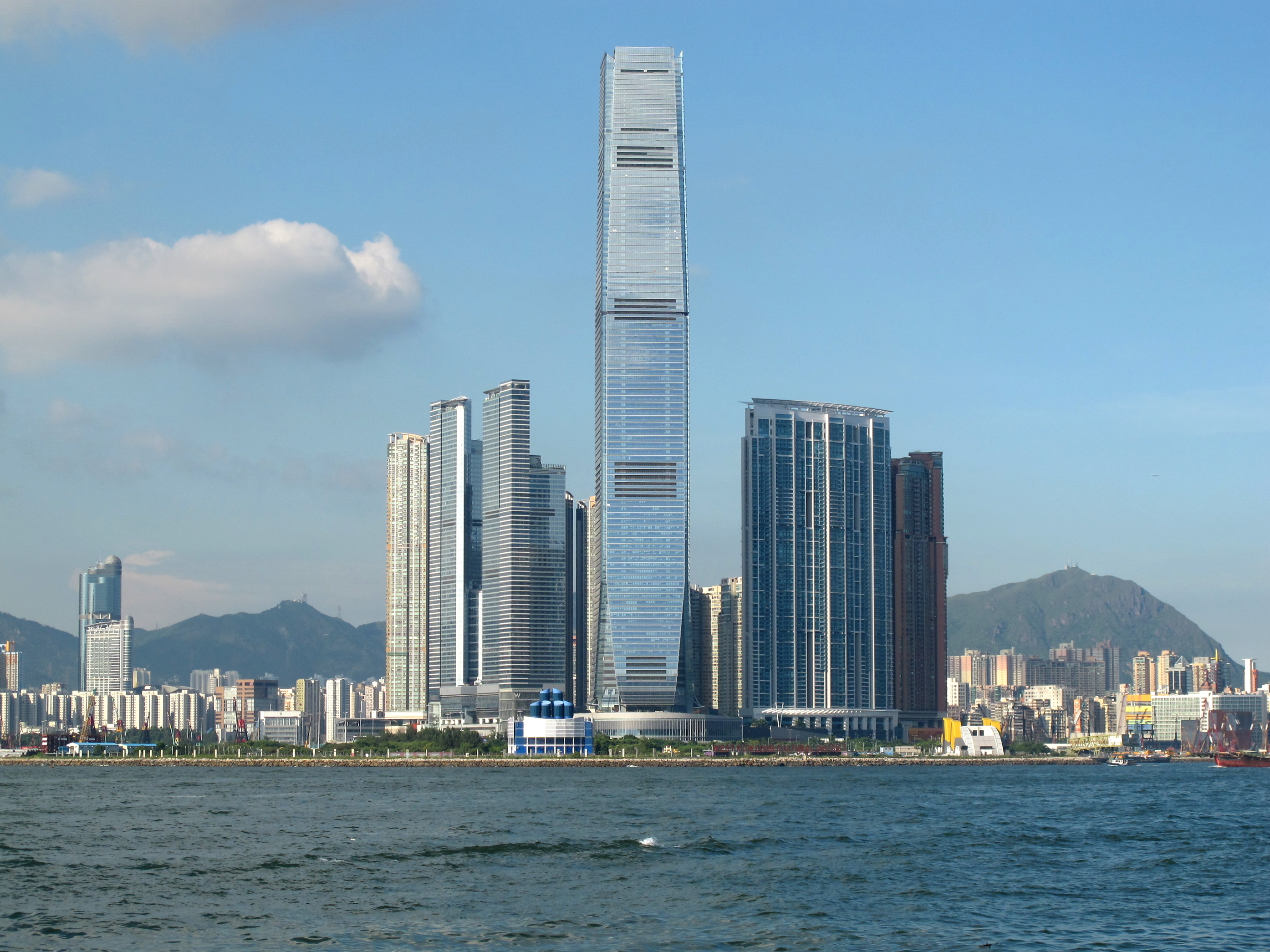
Union Square mit International Commerce Centre (ICC) in der Mitte

Union Square (chinesisch: 九龍站上蓋物業發展計劃) ist ein Komplex aus Wohn- und Gewerbeimmobilien einschließlich eines großen Einkaufszentrums, insgesamt handelt es sich um 16 Wolkenkratzer. Es liegt in Tsim Sha Tsui in Hongkong im Westen von Kowloon auf einem Gelände, das durch Aufschüttungen und Landgewinnung entstanden ist. 2010 befanden sich auf dem Gelände einige der höchsten Gebäuden Hongkongs, darunter das höchste kommerzielle Gebäude in Hongkong, das 118-stöckige International Commerce Centre (484 Meter hoch), und den höchsten Wohnturm in Hongkong, The Cullinan (270 Meter hoch). Auf der Grundebene beziehungsweise unterirdisch befinden sich im Komplex ein Einkaufszentrum sowie eine Station der MTR-U-Bahn, die in die ersten Planungen einbezogen wurde.
Der Bau des Gebäudekomplexes geschah im Rahmen des Projektes West Kowloon Development (häufig auch Kowloon Station Development).

## Planung, Konzept
Mit dem ersten Entwurf für die Bebauung des Geländes und der Koordinierung der Anbindung an das MTR-U-Bahnsystem Hongkongs wurde 1992 der britische Architekt Sir Terry Farrell beauftragt (Architekturbüro Farrells bzw. auch TFP Farrells), der unter anderem die MTR-Station Kowloon Station entwarf und für deren Integrierung in das Gesamtkonzept verantwortlich war. 2001 wurde das Architekturbüro Wong & Ouyang mit der Leitung der letzten Projekte  betraut. Daneben waren noch folgende Architekturbüros an den einzelnen Projekten beteiligt: Kohn Pedersen Fox Associates, AGC Design Limited, P & T Architects & Engineers Limited, Simon Kwan & Associates Limited, Skidmore, Owings & Merrill LLP.:30ff.
Die Entstehung des Union Square geschah in mehreren Abschnitten (phases), welche man mit den einzelnen Projekten gleichsetzen kann. Man spricht von sieben sogenannten Phasen (beziehungsweise Abschnitten):
- Abschnitt 1: „The Waterfront“ (beendet 2000), sechs Türme, 142 Meter hoch
- Abschnitt 2: „The Sorrento“ (beendet 2003), fünf Türme, 256 Meter hoch (Sorrento 1)
- Abschnitt 3: „The Arch“ (beendet 2005), vier Türme, 231 Meter hoch
- Abschnitt 4: „The Harbourside“ (beendet 2003), drei verbundene Türme, 251 Meter hoch
- Abschnitt 5 wurde zurückgenommen
- Abschnitt 6: „The Cullinan“ (beendet 2007), zwei Zwillingstürme, 270 Meter hoch
- Abschnitt 7: „International Commerce Centre“ (beendet 2010), ein Turm, 484 Meter hoch

Die ursprünglichen Namen der einzelnen Objekte lauteten entsprechend Kowloon Station Phase 1 beziehungsweise auch Union Square Phase 1 usw.

### Kritik
In einer Studie der Universität Hongkong von 2013 unter der Leitung von Sin Ho-ting stellte man fest, dass viele Menschen, die auf dem Areal wohnen oder arbeiten, isoliert sind und sich isoliert fühlen, von der Umgebung abgeschnitten sind. Der Platz ist von Autobahnen und Schnellstraßen umgeben, der Weg dorthin zu Fuß umständlich und unattraktiv. Für die Außenstehenden ist der Platz nicht sichtbar, somit ist er nicht öffentlich, ergänzt der Stadtplanungskritiker und Bezirksratsmitglied Paul Zimmerman; er sprach in diesem Zusammenhang über „eine Insel der Reichen, getrennt von ihrer Umgebung“. Ähnliche Bedenken teilte auch der Architekt Terry Farrell, der an der Planung beteiligt war. Vieles, was zu dieser Ausgrenzung führte, war vorherbestimmt und konnte nicht geändert werden, fügte er hinzu.

## Lage, Ausstattung

Union Square, Lagekarte

Union Square liegt im historischen Gebiet Tsim Sha Tsui, Kowloon, Hongkong auf einem durch Aufschüttungen gewonnenen Land, das im Rahmen des Landgewinnungsprojektes West Kowloon Reclamation gewonnen wurde. Das Projekt startete Mitte der 1990er Jahre und stellte etwa 340 Hektar Land zur Verfügung. Auf dem gewonnenen Gelände wurde unter anderem eine Autobahn- und Schienenverbindung zum neuen International Airport mit der Kowloon Station, und das Union Square selbst gebaut.
Die Anlage befindet sich zwischen der Jordan Road und Austin Road, nah am Hafen. Das Areal Union Square umfasst 13,54 Hektar (oder 135,400 m²), die gesamte bebaute Fläche einschließlich der unterirdischen Geschosse beträgt dann 1.679.552 m². Die Kowloon Station der MTR-U-Bahn wurde 1998 eröffnet, sie bedient die Linien Airport Express und Tung Chung Line und verbindet den Union Square unter anderem mit der Hauptinsel Hong Kong Island (Central Station) und mit dem neuen Flughafen.
Die bebaute Fläche des Areals besteht aus  5.866 Wohneinheiten (insgesamt 608,026 m²), 2,230 Hotelzimmer und 2.490 Apartments mit insgesamt 167.472 m² Nutzfläche sowie 231.778 m² Nutzfläche als Büroraum. Die Immobilien haben somit eine gesamte Brutto-Grundfläche (BGF) von 1.090.026 m². Nach einer anderen Quelle sind es 2.176 Appartements und 312 Hotelzimmer.
Die Wohnfläche in den Immobilien wurde nicht vermietet, sondern verkauft. Die Immobilienpreise am Union Square schnellte in die Höhe: die Appartements wurden 2013 gehandelt zu 32.000 HK$ je Quadratfuß (oder etwa 33.000 EUR je Quadratmeter); die Appartements im Cullinan-Komplex des Areals zählten zu den teuersten in der Welt. Die Marktanalysten sprachen diesbezüglich über eine gefährliche Immobilienblase in Hongkong.

## Gebäudekomplexe
Das Projekt Union Square Phase 5 wurde zurückgezogen. Vorgesehen war ein Turm mit 574 Metern. Das befand sich nicht im Einklang mit den neuen Einschränkungen der Planungsbehörde, wonach Hochhäuser im Bereich des Victoria Harbour die umliegenden Berge nicht überragen durften; selbst das Victoria Peak misst nur 552 m. Das Folgeprojekt Union Square Phase 7 (International Commerce Centre, 484 m) erfüllt diese Bedingungen.

### The Waterfront

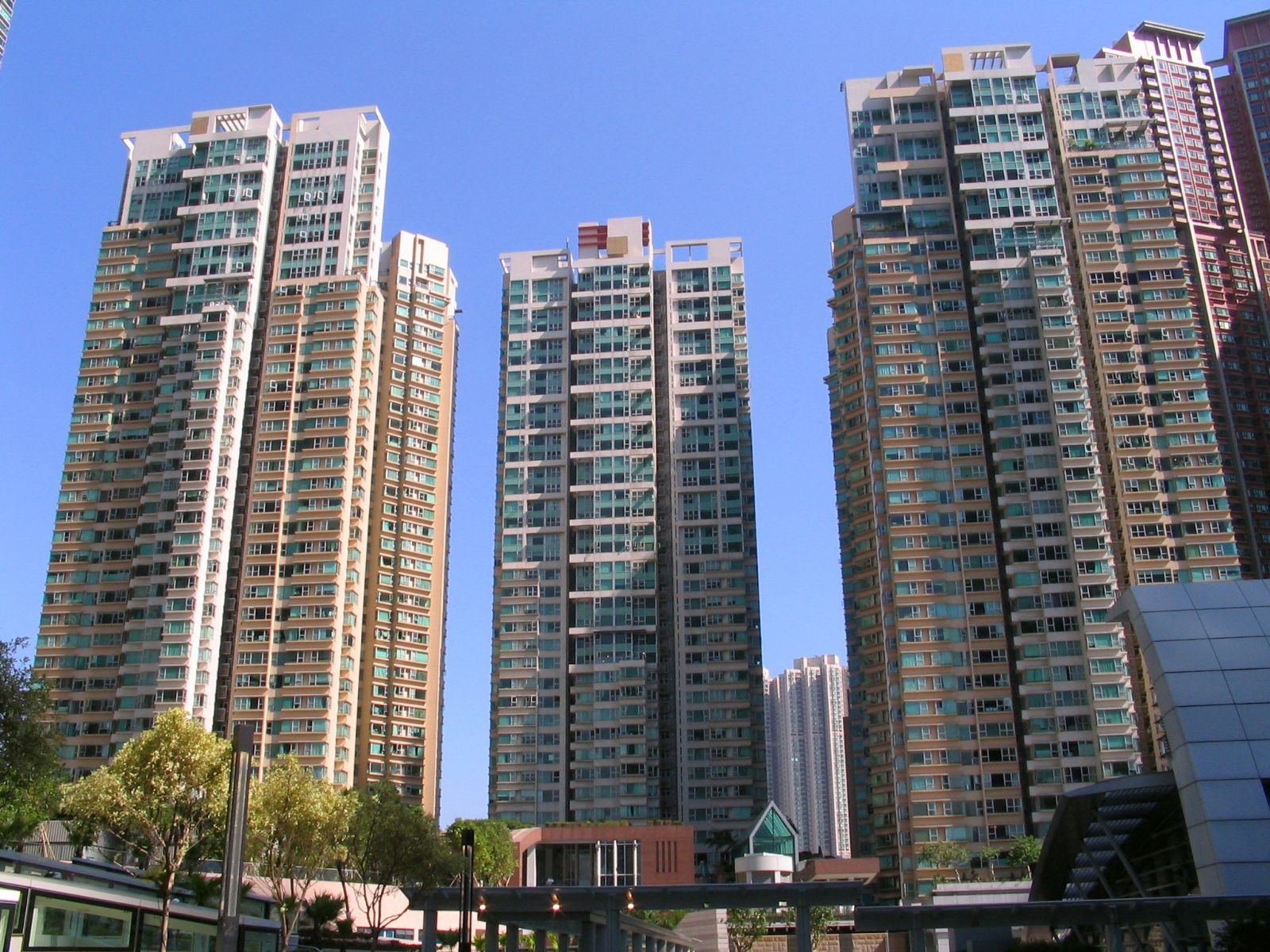
The Waterfront

The Waterfront (chinesisch: 漾日居) ist ein Wohngebäudekomplex im Areal des Union Square. Grunddaten:
| • Höhe              | 142 m                   |
| • Anzahl Stockwerke | 46                      |
| • Bauzeit           | 1998–2000               |
| • Gebäude-Anzahl    | 6                       |
| • Fläche            | ca. 147.500 m²          |
| • Räume             | ca. 1.280               |
| • Architekt/en      | Simon Kwan & Associates |

Waterfront befindet sich an der Westseite des Areals des Union Square. Die obigen Grunddaten sind für alle sechs Gebäuden identisch.

### The Sorrento

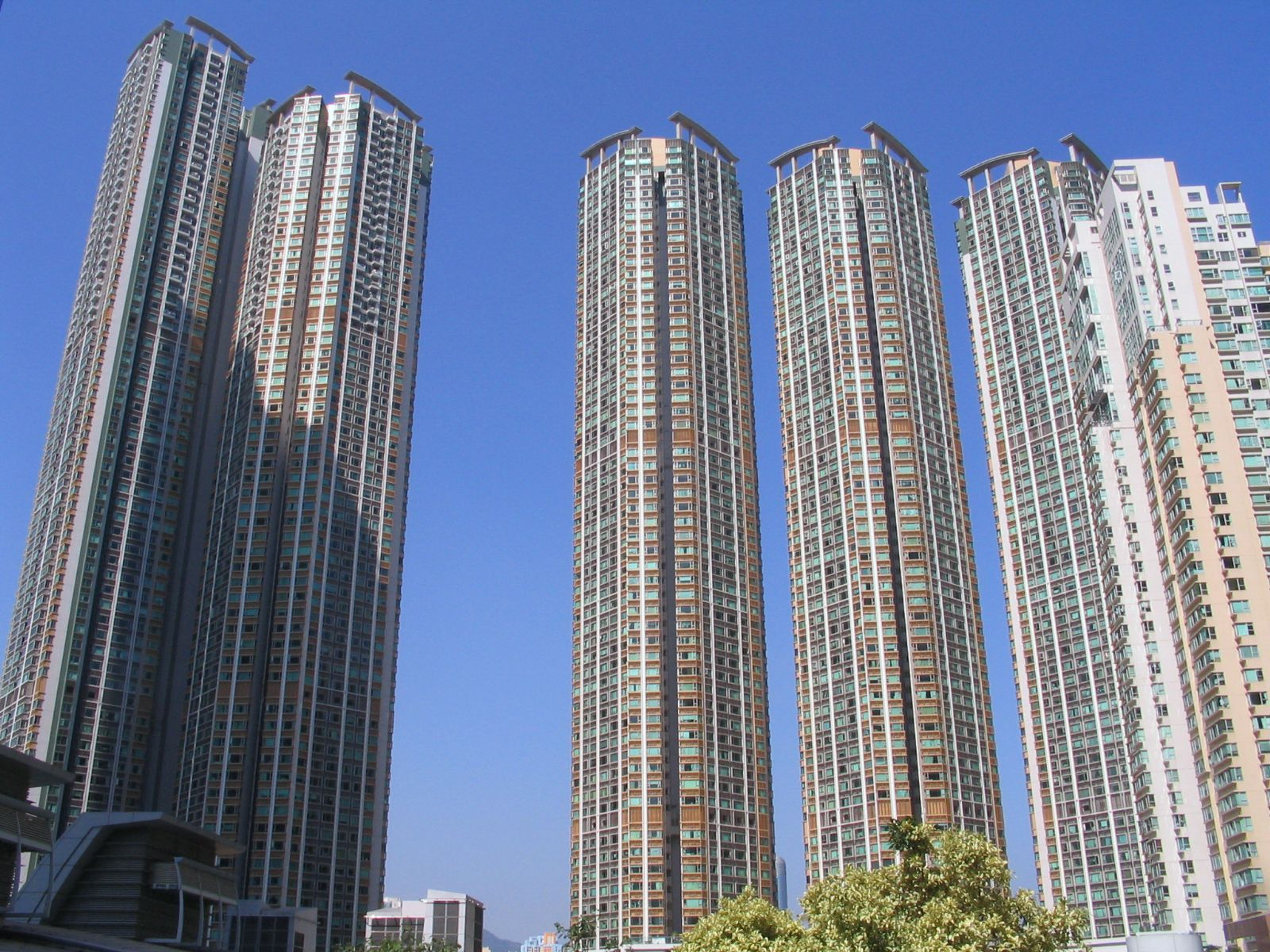
The Sorrento

The Sorrento (chinesisch: 擎天半島) ist ein Wohngebäudekomplex im Areal des Union Square. Grunddaten:
| • Höhe              | 256 m (Sorrento 1), 236 m (Sorrento 2), 218 m (Sorrento 3), 212 m (Sorrento 4), 206 m (Sorrento 5) |
| • Anzahl Stockwerke | 75, 66, 64, 62, 60                                                                                 |
| • Bauzeit           | bis 2003                                                                                           |
| • Gebäude-Anzahl    | 5                                                                                                  |
| • Fläche            | ca. 210.300 m²                                                                                     |
| • Räume             | 2.120                                                                                              |
| • Architekt/en      | Wong & Ouyang                                                                                      |

Sorrento befindet sich an der Nordseite des Areals des Union Square.

### The Harbourside

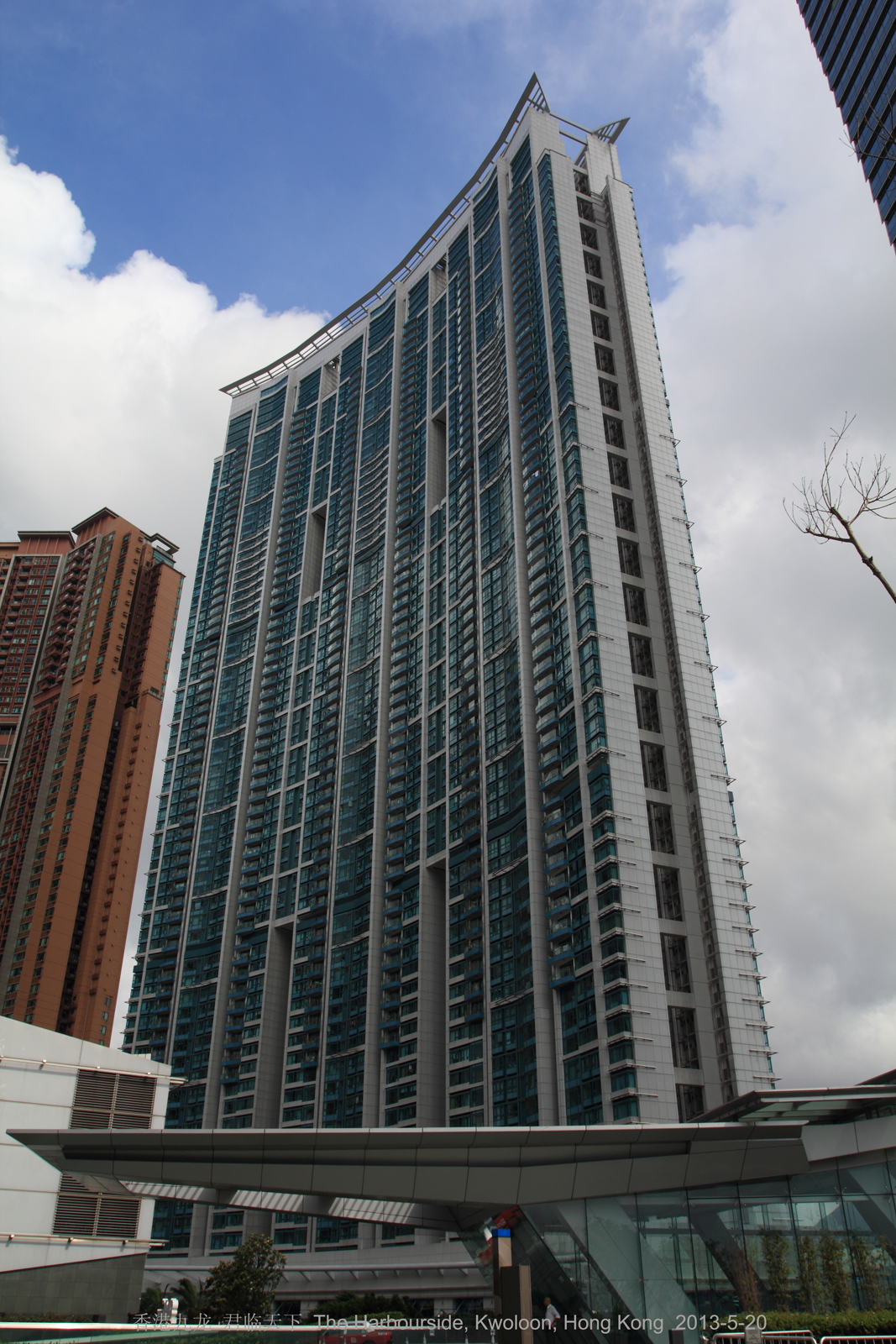
The Harbourside

The Harbourside (chinesisch: 君臨天下) ist ein Wohngebäude im Areal des Union Square. Grunddaten:
| • Höhe              | 251 m                                                    |
| • Anzahl Stockwerke | 74                                                       |
| • Bauzeit           | 2000–2003                                                |
| • Gebäude-Anzahl    | (3 unten, mittig und oben miteinander verbundenen Türme) |
| • Fläche            | ca. 128.800 m²                                           |
| • Räume             | ca. 1.120                                                |
| • Architekt/en      | P & T Group                                              |

Harbourside befindet sich an der Südseite des Areals des Union Square.

### The Arch

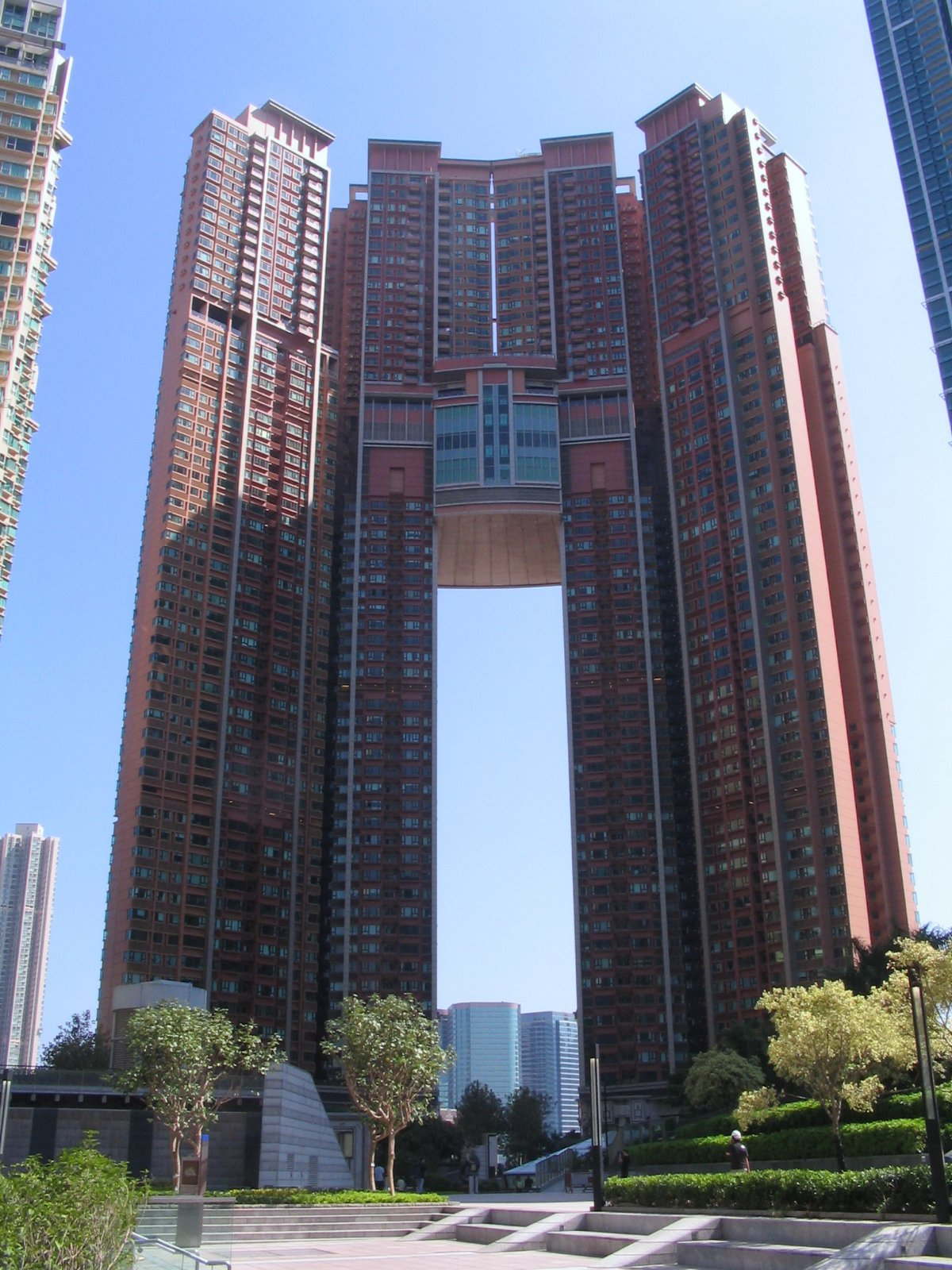
The Arch

The Arch (chinesisch: 凱旋門) ist ein Wohngebäude im Areal des Union Square. Grunddaten:
| • Höhe              | 231 m                   |
| • Anzahl Stockwerke | 65                      |
| • Bauzeit           | 2001–2005               |
| • Gebäude-Anzahl    | 1                       |
| • Fläche            | ca. 100.000             |
| • Räume             | ca. 1.150               |
| • Architekt/en      | P & T Group, AGC Design |

Arch befindet sich im Südwesten des Areals des Union Square.

### The Cullinan

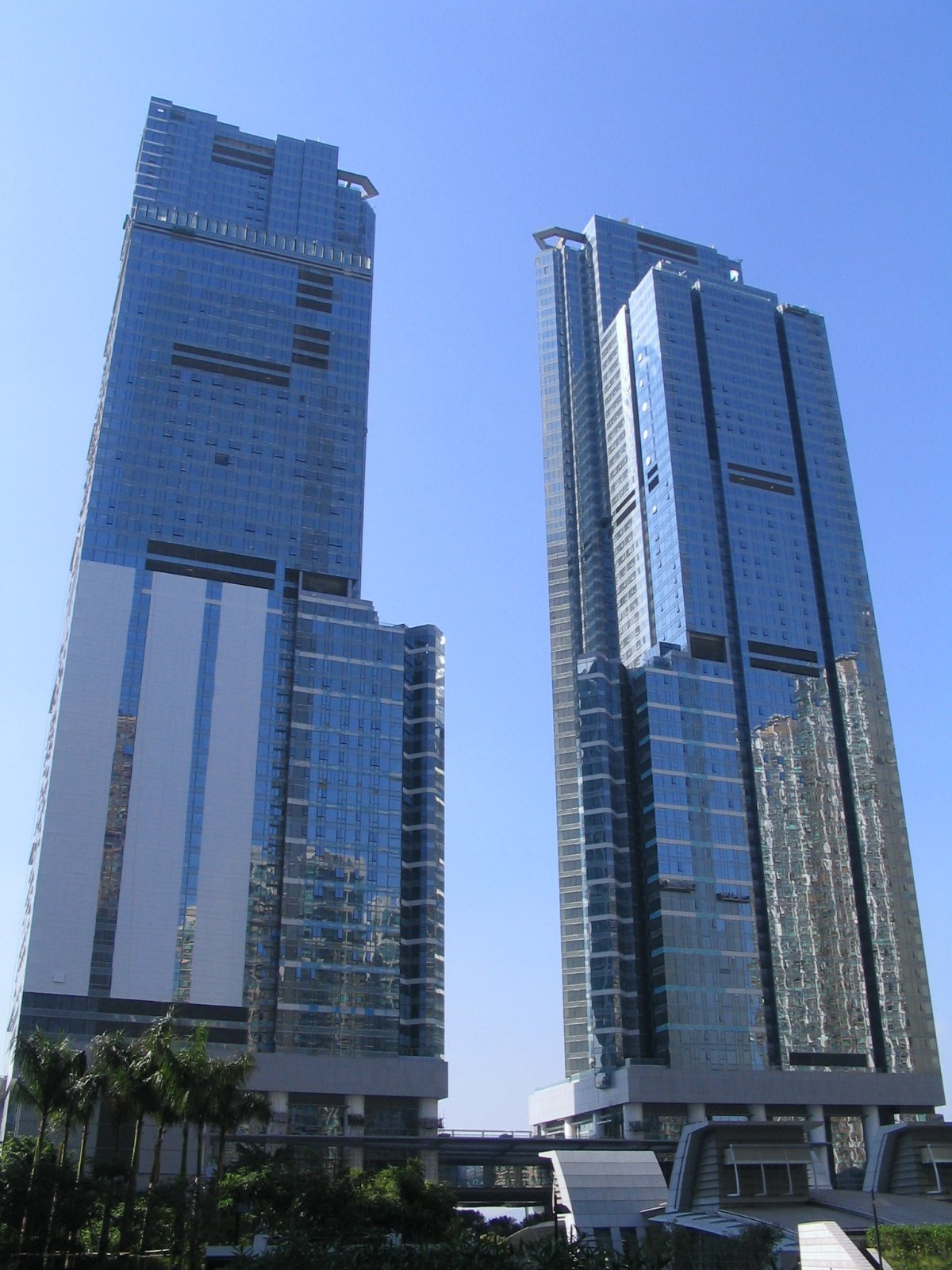
The Cullinan

The Cullinan (chinesisch: 天璽) ist ein Gebäudekomplex mit gemischter Nutzung (Wohneinheiten, Hotel, Büros) im Areal des Union Square. Grunddaten:
| • Höhe              | 270 m |
| • Anzahl Stockwerke | 68 |
| • Bauzeit           | 2002–2009 |
| • Gebäude-Anzahl    | 2 Twintower, gelegentlich auch Cullinan I und Cullinan II (bzw. Cullinan North Tower und Cullinan South Tower) genannt |
| • Fläche            | ca. 93.700 + ca. 53.200 Hotel                                                                                          |
| • Räume             | ca. 820 + ca. 660 Hotel                                                                                                |
| • Architekt/en      | Wong & Ouyang |

Cullinan befindet sich an der Ostseite des Areals des Union Square. Die obigen Grunddaten sind für beide Zwillingstürme identisch.
Nachdem das Projekt Union Square Phase 5 zurückgenommen wurde, entschlossen sich die Verantwortlichen, die Anzahl der Stockwerke der beiden Cullinan-Türme von 45 auf 68 zu erhöhen.
In den ersten 25 Etagen des Teilkomplexes Cullinan II (Südturm) befindet sich das W Hotel mit 660 Zimmern.

### International Commerce Centre

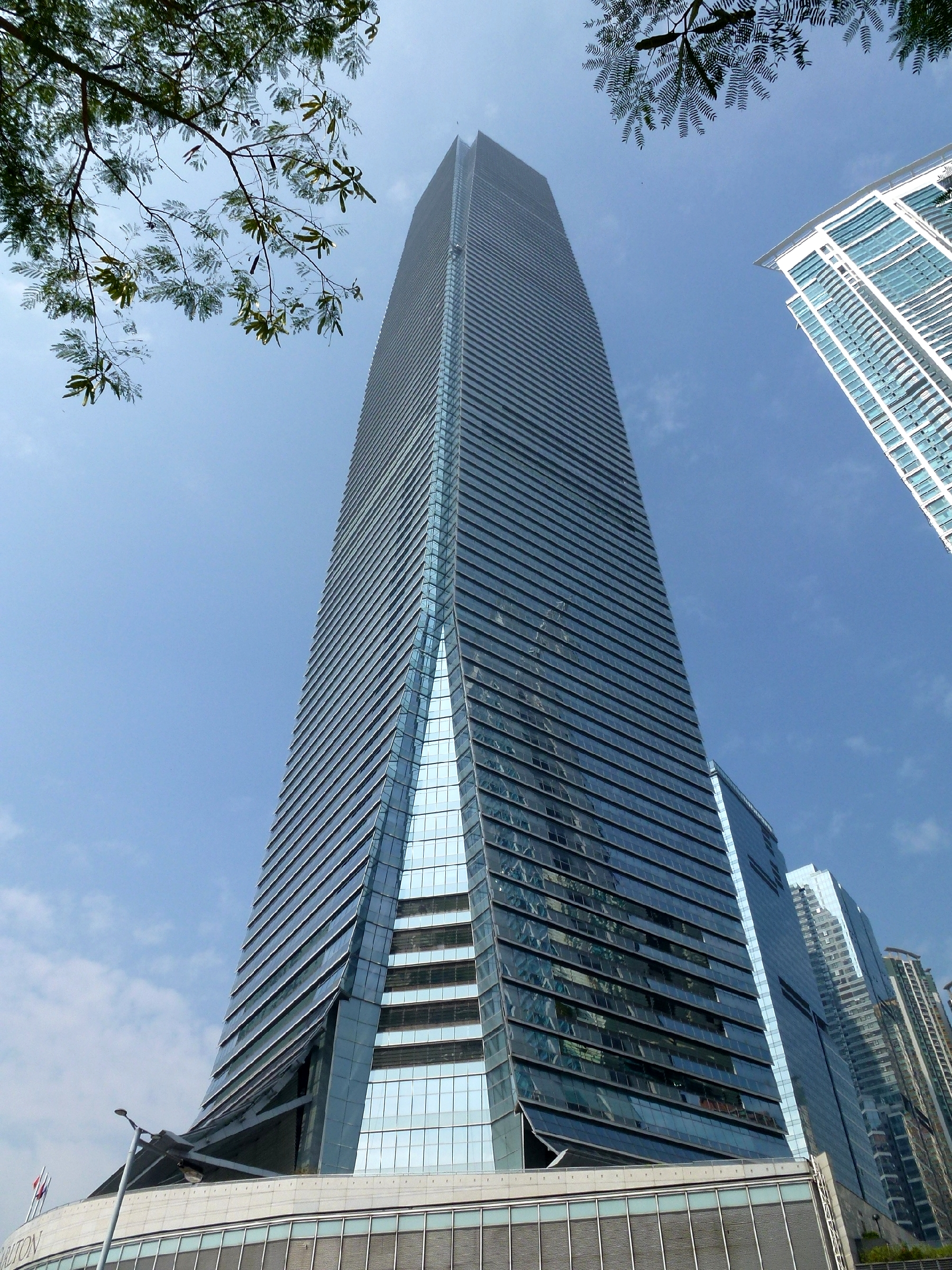
International Commerce Centre (ICC)

Das International Commerce Centre (chinesisch 環球貿易廣場), auch als ICC abgekürzt, ist ein Gebäudekomplex mit gemischter Nutzung im Areal des Union Square. Grunddaten:
| • Höhe              | 484 m                                       |
| • Anzahl Stockwerke | 108 (teilweise mit 118 angegeben)           |
| • Bauzeit           | 2002–2010                                   |
| • Gebäude-Anzahl    | 1                                           |
| • Fläche            | ca. 231.700 (Büros) + ca. 41.700 (Hotel)    |
| • Räume             | 312 (Hotel)                                 |
| • Architekt/en      | Wong & Ouyang, Kohn Pedersen Fox Associates |

Das International Commerce Centre befindet sich im Südosten des Areals des Union Square.
In den oberen Stockwerken 102 bis 118 ist das Ritz-Carton-Hotel mit 312 Zimmern untergebracht, in der 100. Etage (393 Meter über dem Meeresspiegel) befindet sich die Aussichtsplattform Sky100 Hong Kong Observation Deck.

## Sonstige Einrichtungen

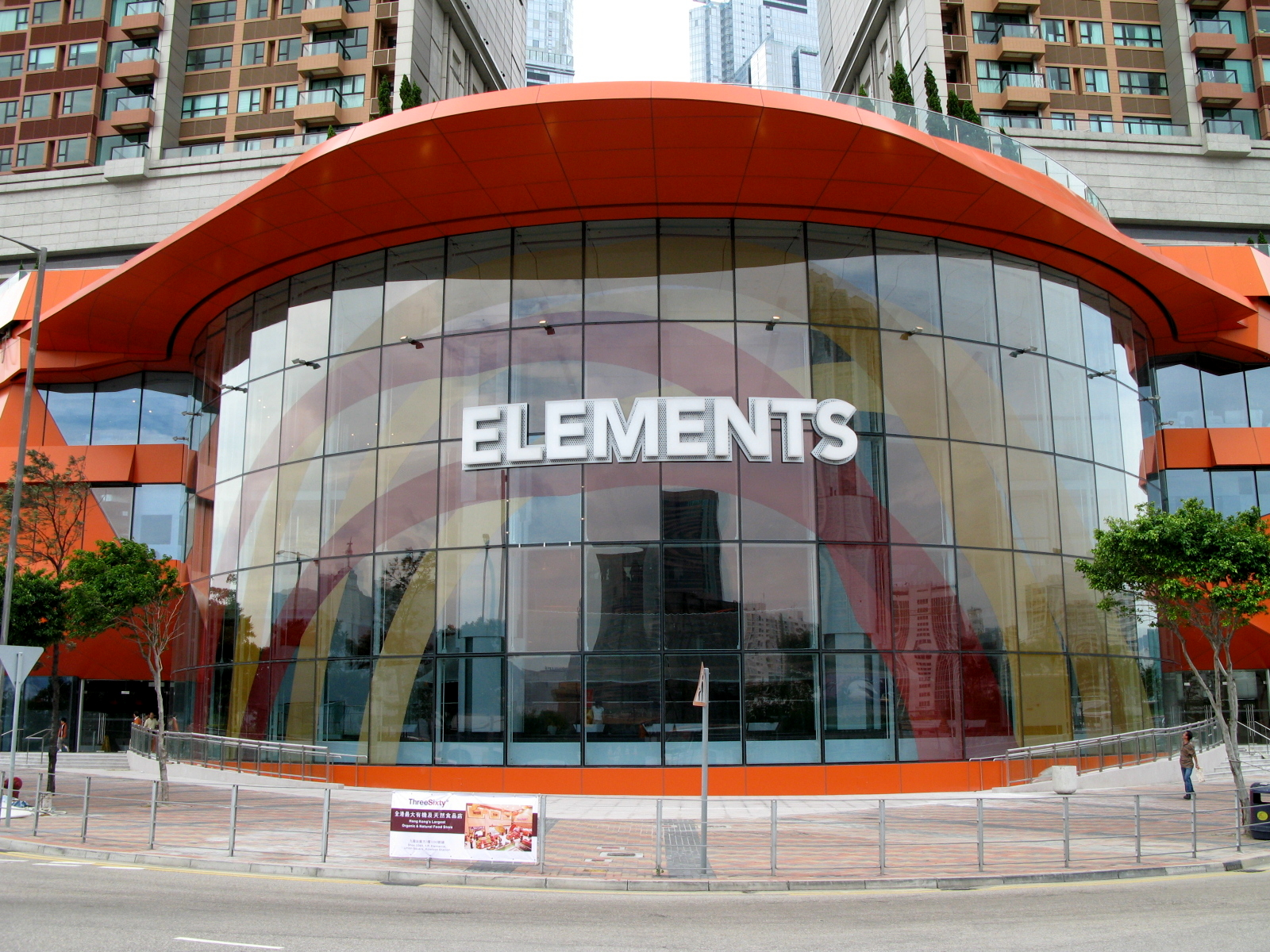
Eingang zum Einkaufszentrum Elements

Auf dem Gelände des Union Square befindet sich auch eine große Shoppingmeile, The Elements. Sie erstreckt sich zwischen den Häuserkomplexen auf drei Etagen mit zahlreichen Geschäften, Restaurants usw. Die wirtschaftlich nutzbare Brutto-Grundfläche (BGF; commercial GFA) beträgt etwa 87.000 m². Auf dem Dach des Einkaufszentrums wurde eine künstliche Grundebene errichtet, auf dem sich ein Park und Eingänge zu den einzelnen Häusern befinden.